# Puchar Świata w skokach narciarskich w Meldal
Puchar Świata w skokach narciarskich w Meldal – zawody w skokach narciarskich, przeprowadzane w ramach Pucharu Świata na skoczni Kløvsteinbakken w norweskim Meldal. Jedyny konkurs pucharowy w tej miejscowości odbył się w sezonie 1987/1988.

## Podium konkursu PŚ w Meldal
| Lp | Data          | Skocznia        | Punkt K | Uwagi | 1. miejsce   | 2. miejsce        | 3. miejsce |
| -- | ------------- | --------------- | ------- | ----- | ------------ | ----------------- | ---------- |
| 1. | 18 marca 1988 | Kløvsteinbakken | K-105   | [ a ] | Erik Johnsen | Oliver Strohmaier | Jiří Malec |